# Bolometrische Helligkeit
In der Astronomie ist die bolometrische Helligkeit ein Maß für die Gesamtleuchtkraft
eines Himmelskörpers, z. B. eines Sternes oder einer Galaxie. Sie bezeichnet, im Gegensatz zur visuellen oder Röntgenhelligkeit, die über das gesamte elektromagnetische Spektrum integrierte Leuchtkraft.
Zur bolometrischen Helligkeit tragen sowohl die für unser Auge sichtbaren (visuellen) Bereiche des Spektrums als auch die unsichtbaren bei. Das Spektrum reicht dabei von Radiowellen über Infrarotstrahlung und Ultraviolettstrahlung bis zu Röntgen- und Gammastrahlung.
Die absolute bolometrische Helligkeit wird heute meist in SI-Einheiten oder als Vielfaches der Sonnenleuchtkraft angegeben, früher in „Magnituden“, dann mit dem Symbol {\displaystyle M_{\mathrm {bol} }} oder {\displaystyle m_{\mathrm {bol} }} bezeichnet, je nachdem, ob die absolute oder die scheinbare bolometrische Helligkeit gemeint ist.

## Bolometrische Korrektur
Kein heute verfügbarer Detektor ist in sämtlichen Spektralbereichen empfindlich. Dazu kommt, dass die Erdatmosphäre für große Teile des elektromagnetischen Spektrums undurchsichtig ist. Daher kann die bolometrische Helligkeit vom Erdboden aus nicht direkt bestimmt werden.
In vielen Fällen werden Helligkeiten in visuellen (daher für das Auge sichtbaren) Bändern bestimmt. Die
bolometrische Korrektur erlaubt es, visuelle Helligkeiten in bolometrische umzurechnen:
{\displaystyle m_{\mathrm {bol} }=m_{\mathrm {v} }+BC}
mit der visuellen Helligkeit, {\displaystyle m_{\mathrm {v} }}, der bolometrischen Helligkeit, {\displaystyle m_{\mathrm {bol} }}, und der bolometrischen Korrektur, {\displaystyle BC}.
Zur Bestimmung der bolometrischen Korrektur ist die tatsächliche Verteilung der abgestrahlten Energie über das gesamte Spektrum abzuschätzen. Das kann durch Messungen an vergleichbaren Objekten oder durch theoretische Modelle geschehen. Zahlenwerte der bolometrischen Korrektur für Sterne etlicher Spektraltypen und Entwicklungsstufen sind in jedem größeren Tabellenwerk der Astronomie zu finden. Im Falle von Hauptreihensternen wird die Strahlung recht gut durch das Plancksche Strahlungsgesetz für Schwarze Körper beschrieben (die Logarithmen sind zur Basis 10):
{\displaystyle BC=m_{\mathrm {bol} }-m_{\mathrm {v} }=2{,}5\cdot \log \left({\frac {F_{\mathrm {bol} }}{F_{550\,\mathrm {nm} }}}\right)}
{\displaystyle BC=2{,}5\cdot \left(4\cdot \log \left({\frac {5770\,\mathrm {K} }{T}}\right)+\log \left({\frac {\exp {\left({\frac {h\cdot c}{k\cdot 5770\,\mathrm {K} \cdot 550\,\mathrm {nm} }}\right)}-1}{\exp {\left({\frac {h\cdot c}{kT\cdot 550\,\mathrm {nm} }}\right)}-1}}\right)\right)}
{\displaystyle BC=2{,}5\cdot \left(4\cdot \log \left({\frac {5770}{T/\mathrm {K} }}\right)+\log \left({\frac {92{,}1}{\exp {\left({\frac {26160}{T/\mathrm {K} }}\right)}-1}}\right)\right)}

## Bolometrische Helligkeit und Korrektur am Beispiel der Sonne
Die absolute visuelle Helligkeit der Sonne beträgt 4M83, die absolute bolometrische Helligkeit 4M74 (statt 4M74 kann man auch 4,74 Mag schreiben). Die bolometrische Korrektur für die Sonne beträgt also {\displaystyle BC=4^{\mathrm {M} }74-4^{\mathrm {M} }83=-0^{\mathrm {M} }09.}

## Beziehung zwischen bolometrischer Helligkeit und Leuchtkraft
Die bolometrische Helligkeit steht in einer direkten Beziehung zur Leuchtkraft:
{\displaystyle M_{\mathrm {bol} }-M_{\mathrm {bol,\odot } }=-2{,}5\cdot \log _{10}\left({\frac {L}{L_{\odot }}}\right)}
{\displaystyle \Rightarrow {\frac {L}{L_{\odot }}}=10^{0,4\cdot \left(M_{\mathrm {bol,\odot } }-M_{\mathrm {bol} }\right)}}